# Mikko Heikka
Mikko Esa Juhani Heikka, född 19 september 1944 i Övertorneå, är tidigare biskop i Esbo stift inom Evangelisk-lutherska kyrkan i Finland. Heikka blev biskop år 2004 i och med att Esbo stift grundades och pensionerade år 2012. Till sin utbildning är biskop Heikka teologie doktor.
Innan Heikka blev vald till biskop i Esbo verkade han bland annat som domprost i Helsingfors 1989-2003. Innan dess har han arbetat inom diverse församlingar i Helsingfors.
Mikko Heikka är gift och har fyra barn.

## Utmärkelser
- Riddartecknet av I klass av Finlands Vita Ros’ orden,  6 december 1995[1]
- Kommendörstecknet av Finlands Vita Ros’ orden,  6 december 2008[1]

[Redigera Wikidata]